# 原志保
原 志保（はら しほ、1970年12月24日 - ）は、日本のフリーアナウンサー。メディア・スタッフ所属。北海道函館市出身。獨協大学外国語学部英語学科卒業。FM西東京ではニックネームであるハラショー名義で活動する。

## 来歴
元秋田放送のアナウンサー。秋田放送では13年ぶりの女子アナウンサー採用と話題になる。秋田放送を退社した後はフリーに転向し、米国・日本語ラジオ局でのニュース担当をしたのち、FM西東京などラジオ局の番組を中心に活動。「夕方のお局」として親しまれる。

## 人物
趣味および特技はボウリングや映画鑑賞など。アメリカへ2年間ボウリング留学をした経験があり、アメリカ女子ボウリング協会の会員に認定されている。

## 出演
- You Got チャンネルα（FM西東京）月曜パーソナリティ、街角レポーター
- ラジ音（オン）タクシー（FM西東京）第5金曜日アシスタント
- 長田英史の生き方実践ラジオ～そろそろ本当の話～（FM西東京）第4土曜日アシスタント

### 秋田放送アナウンサー
- ズームイン!!朝! （リポーター）
- 24時間テレビ 「愛は地球を救う」 （リポーター）
- ABSズームアップ
- ABSワイドゆう（アトリオン中継リポーター）
- ラヂオ快晴原じるし（パーソナリティ）
- RADIO MAMBO JAMBO（水曜担当）

### フリー転向後
- 日本のニュース（SFラジオ毎日、キャスター）
- まち情報842 （エフエム西東京、キャスター）
- NACK5 NEWS
- 超神ネイガー ラジオ ハン・カクサイの電波ダジャック!